# 嗜热油菌属
嗜热油菌属也称栖热嗜狮菌属，为嗜热油菌科的一个属。该属的模式种为白栖热嗜狮菌（Thermoleophilum album）。

## 下属物种
- 白栖热嗜狮菌 Thermoleophilum album Zarilla and Perry 1986
- Thermoleophilum minutum Zarilla and Perry 1986